# Manfred Wekwerth
Pour les articles homonymes, voir Wekwerth.
Manfred Wekwerth, né Manfred Weckwerth le 3 décembre 1929 à Köthen, en Saxe-Anhalt (Allemagne), et mort le 16 juillet 2014 à Berlin (Allemagne),, est un réalisateur et metteur en scène allemand.

## Biographie
À partir de 1948, Manfred Wekwerth fait partie d'un groupe théâtral amateur. Il est remarqué par Bertolt Brecht qui l'engage en 1951. Assistant réalisateur de Brecht au Berliner Ensemble, il réalise ses propres mises en scène à partir de 1954.
Après la mort de Brecht, il travaille en collaboration avec Peter Palitzsch, puis avec Joachim Tenschert. Il est directeur général du Berliner Ensemble de 1960 à 1969.
En 1970, il soutient une thèse de doctorat à l'Université Humboldt de Berlin.
Entre 1971 et 1977, il est metteur en scène au Deutsches Theater de Berlin et, de 1977 à 1991, directeur du Berliner Ensemble.
Membre de l'Académie des arts de la RDA depuis 1965 (section spectacle vivant), il en est vice-président en 1974, puis président de 1982 à 1990.
Après 1990, il travaille comme metteur en scène à Meiningen, à Halle-sur-Saale, à Vienne, au Theater des Ostens de Berlin et à Erfurt. Il publie de nombreux livres, donne des conférences.
Membre du comité central du SED  de 1986 à 1988, il est accusé d'avoir travaillé pour la Stasi de 1965 jusqu'à la réunification, ce qu'il a toujours nié catégoriquement.
Marié à l'actrice Renate Richter, il a une fille.

## Au théâtre
- 1953 : Die Mutter au Neuen Theater in der Scala Wien
- 1959 : Der aufhaltsame Aufstieg des Arturo Ui (avec Peter Palitzsch) au Berliner Ensemble (BE)
- 1961 : Frau Flinz (avec Peter Palitzsch) au BE
- 1962 : Die Tage der Commune (avec Joachim Tenschert) au BE
- 1964 : Coriolan (avec Joachim Tenschert) au BE
- 1965 : In der Sache J. Robert Oppenheimer au BE
- 1971 : Coriolanus au National Theatre à Londres (avec Joachim Tenschert)
- 1972 : Leben und Tod Richard des Dritten au Deutschen Theater à Berlin
- 1973-1976 : Schauspielhaus Zürich : Jegor Bulytschow und die anderen, Richard III., Der gute Mensch von Sezuan
- 1977 : Galileo Galilei (avec Joachim Tenschert) au BE
- 1978 : Großer Frieden (avec Joachim Tenschert) au BE
- 1980 : Jegor Bulytschow au BE
- 1982 : Johann Faustus (avec Joachim Tenschert) au BE
- 1983 : Wallenstein au Burgtheater Wien
- 1990 : Der Prinz vom Homburg au Schauspielhaus Zürich
- 1989 : Der Selbstmörder au BE
- 1992 : Die Abenteuer des braven Soldaten Schwejk au BE
- 1996 : Der gute Mensch von Sezuan au Meininger Theater
- 1999 : Gefährliche Liebschaften au Theater des Ostens (Berlin)
- 2000 : Jedermann au Westdeutsches Tourneetheater Remscheid
- 2002 : Celestina au Westdeutsches Tourneetheater Remscheid

## Filmographie partielle
- 1957 : Katzgraben (de) (enregistrement au théâtre)
- 1957 : Herr Puntila und sein Knecht Matti (enregistrement en studio)
- 1958 : Die Mutter (enregistrement au théâtre)
- 1961 : Mutter Courage und ihre Kinder (enregistrement au théâtre)
- 1966 : Die Tage der Commune (enregistrement au théâtre)
- 1966 : Die Ermittlung (enregistrement au théâtre)
- 1971 : Optimistische Tragödie (téléfilm)
- 1973 : Zement (téléfilm en deux parties)
- 1974 : Der aufhaltsame Aufstieg des Arturo Ui (enregistrement au théâtre)
- 1975 : Die unheilige Sophia (film de la télévision de la RDA)
- 1976 : Leben und Tod Richard III. (enregistrement au théâtre)
- 1979 : Happy End
- 1989 : Großer Frieden (enregistrement au théâtre)
- 2019 : Brecht (téléfilm)

## Récompenses et distinctions
- 1959 : prix national de la République démocratique allemande de IIIe classe Cours d'art et de littérature (avec Peter Palitzsch)
- 1960 : prix du Théâtre des Nations (Paris)
- 1960 : prix de la critique de Paris
- 1961 : prix national de la RDA (collectivement)
- 1979 : ordre du mérite patriotique (en or)
- 1984 : ordre de Karl-Marx
- 1989 : prix national d'art et de littérature de la RDA de 1re classe